# Teodoro
Teodoro (Феодоро), znane też pod nazwą Gothia (Γοτθία) – prawosławne bizantyńskie księstwo feudalne istniejące w południowo-zachodniej części Krymu pomiędzy połową XIV w. a 1475 rokiem, ze stolicą w Mangup.
Najstarsze wzmianki o księstwie Teodoro i jego ówczesnym władcy Demetriosie pochodzą z 1362 (inskrypcja) i z 1363, przy czym mówi się w nich o już istniejącym księstwie i biorącym udział w walkach, dlatego sam organizm państwowy musiał powstać trochę wcześniej. Do niedawna uważano, że założycielem państwa był miejscowy ormiański ród Gabrasów, jednak w 2001 przedstawiono dowody, że w istocie pierwszymi władcami byli przedstawiciele krymskiej ludności bizantyjskiej. Panującą religią było prawosławie, językiem państwa był język grecki, a początkową nazwą Teodoro-Mangup. Pod koniec XIV w. wojska Tamerlana zniszczyły większość Krymu, w tym i Teodoro. W następnych latach jeden z czołowych władców w historii Teodoro, książę Aleksy I Gabras dokończył odbudowę zrujnowanego państwa i zaczął ekspansję terytorialną, co doprowadziło do wojen z genueńską wówczas Kaffą w okresie 1422–1424 i 1433–1441, toczonych ze zmiennym szczęściem i zakończonych bez istotnych nabytków lub strat terytorialnych obu stron. Pod koniec maja 1475 na Krym przybyła armia i flota turecka, którą dowodził Gedik Ahmed Pasza. Turcy zdobyli Kaffę i inne włoskie posiadłości na Krymie, a następnie przez pół roku bez skutku oblegali Mangup. Dopiero w grudniu tego roku, oblegające wojska zdołały podstępem wedrzeć się do miasta, dokonać rzezi jego mieszkańców i zlikwidować zarówno panujący ród, jak i samo księstwo.
Teodoro było ostatnim greckim państwem do czasu wojny o niepodległość Grecji w latach 1821–1832.